# Tomislav Crnković
Tomislav Crnković (né le 17 juin 1929 à Kotor dans le royaume de Yougoslavie et mort le 17 janvier 2009 à Zagreb en ex-Yougoslavie) est un joueur et entraîneur de football yougoslave (croate).